# Reaumuria stocksii
Reaumuria stocksii är en tamariskväxtart som beskrevs av Pierre Edmond Boissier. Reaumuria stocksii ingår i släktet Reaumuria och familjen tamariskväxter. Inga underarter finns listade.